# Scotospilus ampullarius
Scotospilus ampullarius là một loài nhện trong họ Hahniidae.
Loài này thuộc chi Scotospilus. Scotospilus ampullarius được Vernon Victor Hickman miêu tả năm 1948.